# Саркоидоз
Саркоидо́з (болезнь Бенье́ — Бёка — Ша́умана) — воспалительное заболевание, при котором могут поражаться многие органы и системы (в частности лёгкие), характеризующееся образованием в поражённых тканях гранулём (это один из диагностических признаков заболевания, который выявляется при микроскопическом исследовании; ограниченные очаги воспаления, имеющие форму плотного узелка различных размеров). Наиболее часто поражаются лимфатические узлы, лёгкие, печень, селезёнка, реже — кожа, кости, орган зрения и др. Причина заболевания неизвестна. Саркоидоз не относится к инфекционным заболеваниям и не передается окружающим. Заболевание развивается чаще в молодом и среднем возрасте, несколько чаще — у женщин. Саркоидоз длительное время может быть бессимптомным и выявляться случайно (например, при рентгенографии или флюорографии органов грудной клетки во время профилактического осмотра). В лечении используются, в основном, глюкокортикоидные гормоны (преднизолон). Учитывая, что заболевание иногда способно самостоятельно разрешаться, в ряде случаев можно ограничиться наблюдением, не назначая лечение.

## История
Первый случай саркоидоза был описан в Лондоне хирургом-дерматологом Джонатаном Хатчинсоном в 1877 году. Это был 53-летний больной с большими безболезненными пурпурными дисками на коже рук и ног. Он также страдал подагрой и умер от почечной недостаточности. У Хатчинсона была также другая пациентка — 64-летняя женщина (миссис Мортимер), по чьей истории болезни он описал классический хронически текущий саркоидоз с поражением кожи: 

«Множественность пятен, они встречаются группами, имеют двустороннюю симметрию, не имеют тенденции к изъязвлению или образованию корок, эти признаки отличают эту болезнь от lupus vulgaris. … для представления я предпочитаю называть её по имени одной из пациенток — болезнь Мортимер».
Эрнест Бенье (Франция) в 1889 году описал пациента с пурпурно-фиолетовым опуханием носа, сопровождавшимся эрозией носовой слизистой и серовато-синим опуханием ушей и пальцев. Он предложил термин lupus pernio. Также в 1889 году норвежский дерматолог Цезарь Бёк на основании гистологических исследований изменений кожи назвал болезнь «множественным доброкачественным саркоидозом кожи». Бёк также обратил внимание на множественное вовлечение органов, таких как кожа, слизистые оболочки и лёгкие. Шумахер в 1909 году и Беринг в 1910 году отметили ирит, встречающийся при саркоидозе кожи, в то же время Хеерфордт — датский офтальмолог — описал классическое сочетание увеита, лихорадки, увеличения околоушных желёз в сочетании с параличом VII пары черепных нервов или без него. Он полагал, что синдром отражает инфекцию (свинку) и только спустя 25 лет увеопаротидную лихорадку связали с саркоидозом. Это был Свен Лёфгрен, шведский грудной врач, установивший, что сочетание узловатой эритемы и двусторонней лимфаденопатии корней лёгких является ранней острой формой саркоидоза. Он также отметил гистологический признак у этих пациентов — неказеифицирующуюся гранулёму. В 1944 году Рейснер показал, что 60 % больных саркоидозом имеют отрицательную туберкулиновую реакцию. Норвежский дерматолог Мортен Квейм обнаружил, что внутрикожное введение убитой жаром суспензии саркоидных лимфатических узлов вызывает образование мелких узелков. Тест был впоследствии обновлён и популяризован американцем Луисом Зильцбахом. Тест стал называться тестом Квейма — Зильцбаха. В настоящее время не используется.

## Этиология
Саркоидоз — это мультисистемное аутоиммунное заболевание, характеризующееся образованием неказеозных эпителиоидноклеточных гранулем в различных органах и тканях. Возможность заражения саркоидозом от больного не доказана, однако отмечаются семейные случаи заболевания, которые можно объяснить либо наследственностью, либо действием неблагоприятных факторов окружающей среды.

## Эпидемиология
Заболевание встречается во всем мире, в любом возрасте, у лиц обоих полов и любой расы. Заболеваемость имеет географические и расовые особенности. Так заболеваемость саркоидозом среди светлокожего населения США составляет 10—14 случаев на 100 000 человек, среди темнокожих — 36—64 (значимость расы продемонстрирована и низкой распространённостью заболевания среди коренных австралийцев — аборигенов). В Европе эта цифра составляет 40 случаев на 100 000 населения, при этом в странах Северной Европы заболеваемость саркоидозом выше таковой в странах южной части континента. Предполагается, что саркоидоз редко встречается в странах Восточной Азии, но в Индии заболеваемость составляет 61—150 случаев на 100 000 населения. Заболеваемость саркоидозом в Африке на сегодняшний день не может быть точно оценена в виду отсутствия статистических данных. Однако, если основываться на данных из Южной Африки, заболеваемость среди темнокожего населения континента можно считать довольно высокой. Заболеваемость саркоидозом низка в Японии — 0,3 на 100 тыс. населения и высока в Австралии — 92 на 100 тысяч. Поражение сердца типично для японцев, «lupus pernio» — для темнокожих, а узловатая эритема — для европейцев (3—5 на 100 тыс.).

## Патогенез
Лимфоцитарный альвеолит
Это наиболее раннее изменение в лёгких, вызванное, вероятнее всего, альвеолярными макрофагами и Т-хелперами, выделяющими цитокины. По крайнее мере, часть больных лёгочным саркоидозом имеет олигоклональную локальную экспансию Т-лимфоцитов, вызывающую управляемую антигеном иммунную реакцию.
Саркоидная гранулёма
Образованием этой гранулёмы управляет каскад цитокинов. Гранулёмы могут образовываться в разных органах. Они содержат большое количество Т-лимфоцитов. В то же время для больных саркоидозом характерно снижение клеточного и повышение гуморального иммунитета: в крови содержание Т-лимфоцитов снижено, а В-лимфоцитов — повышено или нормально.
Анергия к кожным тестам
Именно замещение лимфоидной ткани гранулёмами приводит к лимфопении и анергии к кожным тестам с антигеном. Анергия часто не исчезает даже при клиническом улучшении и обусловлена, вероятно, миграцией циркулирующих иммунореактивных клеток в поражённые органы.

Причина саркоидоза остаётся неизвестной, несмотря на проводимые интенсивные исследования. Это отражает множество факторов, включающих в себя гетерогенность проявлений болезни, отсутствие точного определения, нечувствительность и неспецифичность диагностических тестов и потенциальное совпадение клинических признаков с другими заболеваниями. Сообщения о локальных вспышках саркоидоза, профессиональном риске и случаях контактных заболеваний саркоидозом предполагают либо передачу от человека к человеку, либо наличие общего агента в окружающей среде. Полагают, что болезнь развивается при сочетании ингаляции неизвестного патогена окружающей среды и его взаимодействия с иммунной системой человека. Спектр потенциальных патогенов велик и оказывается различным в разных исследования, иногда результаты отрицательные. В этом аспекте изучались Mycobacterium tuberculosis, атипичные микобактерии, множество вирусов, включая вирусы герпетической группы, грибы и микоплазмы. Саркоидоз потенциально может отражать аллергическую реакцию на органические или неорганические агенты, что также широко изучалось, но без определённых результатов. Цирконий и кремний способны вызывать локальные гранулёматозные реакции у чувствительных индивидуумов, не вызывая системного заболевания. Вдыхание бериллия вызывает гранулёматозное поражение лёгких, не отличимое от саркоидоза. На гистологическом уровне гранулёмы сходны, но различаются иммунологически. Вызванное бериллием заболевание ограничено лёгкими. Необъяснимым пока при саркоидозе является тот факт, что болезнь чаще встречается среди некурящих людей.
Поскольку саркоидоз рассматривали как проявление аномального иммунного ответа, то был проведён интенсивный анализ роли HLA. В исследовании британских и голландских пациентов было установлено, что DQB1*0201 обладает сильной защитой от тяжёлого саркоидоза, тогда как DQB1*0601 имеет противоположное действие. Кроме того, DQB1*0201 был не только связан с синдромом Лёфгрена, но также с прогнозом не прогрессирующего течения заболевания. В большом американском исследовании была проведена оценка 736 случаев, доказанных биопсией, с хорошо соответствующей контрольной группой, и была показана связь другого локуса, а именно DRB1*1101. Это было более очевидно для негров, чем для белых с соответствующим риском в 16 % и 9 %, соответственно. Последующий анализ показал, что определённые аллели органоспецифичны. Так, DRB1*0401 была связана с поражением глаз, DRB3 — с поражением костного мозга, а DRB1*0101 — с гиперкальциемией (впоследствии было показано только у белых). Отчасти противоречивые данные из США указывали, что для негров DQB1 — наиболее важная аллель в определении риска развития саркоидоза. На более высоком специфическом уровне скандинавские исследования документировали значимость некоторых рецепторов Т-клеток (TCR) в жидкости бронхоальвеолярного лаважа у больных с активным заболеванием. Такие пациенты с ограниченным TCR-геном преимущественно имели экспрессию DRB1*0301 и менее часто — DRB3*0101. Анализ связей также включал регион MHC класса III. Однако многие гены-кандидаты в пределах этого региона при исследовании не выявили ассоциаций в одном из исследований поиска взаимосвязей с TNF-альфа. Несмотря на интенсивные исследования, не было найдено ассоциаций с другими разновидностями полиморфизма, в частности с АПФ генотипом.
Таким образом, имеется тенденция к пониманию важной роли иммунного ответа человеческого организма, как определяющей в развитии и проявлениях саркоидоза.

## Клиническая картина
Первая стадия саркоидоза характеризуется увеличением внутригрудных лимфатических узлов. При второй стадии наряду с этим определяются выраженные интерстициальные изменения и очаги различной величины преимущественно в средних и нижних отделах лёгких. В третьей стадии выявляются значительный диффузный фиброз в лёгких и крупные, обычно сливные фокусы, а также выраженная эмфизема, нередко с буллёзно-дистрофическими и бронхоэктатическими полостями и плевральными уплотнениями. Течение подострое или хроническое, нередко волнообразное; отмечаются слабость, субфебрилитет, боль в груди, сухой кашель, снижение аппетита. Хрипы в лёгких прослушиваются редко и в небольшом количестве. Иногда саркоидоз начинается остро с высокой температуры, припуханием суставов конечностей, появления узловатой эритемы, главным образом, на коже голеней, увеличения периферических лимфатических узлов. Клинические проявления саркоидоза и степень их выраженности весьма разнообразны. Для большинства случаев характерно несоответствие удовлетворительного общего состояния и обширности поражения лёгочной ткани и внутригрудных лимфатических узлов. Начало заболевания может быть бессимптомным, постепенным или острым. При отсутствии клинических проявлений, что наблюдается у 10 % больных, заболевание обычно выявляется при рентгенологическом исследовании грудной клетки.

## Диагностика
Диагноз саркоидоза устанавливают, когда клинические и рентгенологические признаки подтверждены гистологически наличием неказеифицированных эпителиоидноклеточных гранулём. На ранних стадиях (I и II) могут быть достаточными в диагностическом плане рентгенологические данные. Подтверждение диагноза может быть проведено при трансбронхиальной биопсии, тогда как одновременные исследования жидкости бронхоальвеолярного лаважа в отношении субпопуляций Т-лимфоцитов имеют диагностическую значимость при повышении отношения CD4+:CD8+ >3,5. У больных активным лёгочным саркоидозом обычно повышен уровень ангиотензинпревращающего фермента в сыворотке крови, тест становится отрицательным при лечении. Однако это нельзя рассматривать, как сильное диагностическое средство в мониторировании лечения и/или активности заболевания. Гиперкальциемия, если имеется (10 %), свидетельствует в пользу диагноза, однако целесообразен скрининг гиперкальцийурии в предполагаемых нормокальциемических случаях, поскольку она встречается чаще, чем в 50 %. Тест Квейма — Зильцбаха более не используют, но кожные тесты, выявляющие кожную анергию, полезны, поскольку они отрицательны более чем в 60 % случаев. В случаях неопределённой или отрицательной рентгенологической картины спиральная компьютерная томография высокого разрешения может обеспечить диагностической информацией. Сканирование с галлием сейчас применяют редко.

Рентгенологическое исследование: I стадия — увеличение прикорневых лимфоузлов в виде конгломератов шаровидной или эллипсоидной формы. II стадия—увеличение бронхо-пульмональных лимфоузлов и появление в легочной ткани ретикулярных и очаговых изменений в виде крупнопетлистого рисунка в прикорневой зоне и в нижнемедиальных участках, в дальнейшем при прогрессировании — мелкопетлистый рисунок в средних отделах и субкортикально, рассеянные мелкие очаговые тени. III стадия — на фоне пневмосклероза и эмфиземы множество очагов разнообразной формы и величины, сливающихся в крупные неправильной формы конгломераты при отсутствии увеличенных внутригрудных лимфатических узлов.
Бронхоскопия: I стадия — косвенные признаки увеличения бифуркационных лимфоузлов (уплощение картины бифуркации трахеи, сглаженность обоих ее скатов, выбухание медиальных стенок главных бронхов). II стадия — расширение сосудов слизистой оболочки в области устьев долевых бронхов. III стадия — на фоне деформирующего, чаще атрофического, бронхита обнаруживаются саркоидные поражения бронхов в виде бугорков, бляшек, кондилом, бородавчатых разрастаний.
Исследование биоптатов слизистой оболочки бронхов, лимфоузла, легкого: эпителиоидная гранулема без творожистого некроза и перифокального воспаления.
Спирография: снижение ЖЕЛ.

## Лечение
При назначении лечения саркоидоза учитывается тяжесть последствий от применения терапии. На русском языке клинические рекомендации по лечению саркоидоза обновлены Министерством здравоохранения России и опубликованы в 2022 году.
Было показано, что витамин Е как при монотерапии, так и в сочетании с пентоксифиллином помогает при саркоидозе. 
Кортикостероиды являются одним из базовых методов лечения при острых проявлениях, но не достигнуто консенсуса относительно того, когда начинать их применение, какие группы пациентов должны их получать, как долго и в каких дозах. Обычно начинают лечение преднизолоном для контроля симптомов, при лечении поражений сердца, почек и нервной системы. Находит поддержку и мнение о том, что гормоны следует использовать, если в течение 3—6 месяцев не исчезают изменения на рентгенограммах органов грудной клетки. Ингаляции больших доз будесонида или флутиказона иногда показывали свою эффективность при лёгочных I—III стадиях, тогда как комбинации системных и ингаляционных стероидов положительно воздействовали как на клиническую симптоматику, так и на изменения на рентгенограммах при II—IV стадиях. Кроме того, раннее назначение внутрь преднизолона (20 мг/сутки на 3 месяца) с последующим переходом на ингаляции будесонида в течение 15 месяцев (800 мкг в сутки) сопровождается меньшей частотой обострений и лучшей лёгочной функцией в сравнении с плацебо.
При внелёгочном поражении обычно используют преднизолон в дозе 0,5—1,0 мг/кг/сутки с последующим снижением, когда признаки активности болезни уменьшатся. Мнения об уровне поддерживающей терапии и её продолжительности противоречивы; дозировка варьирует в зависимости от поражённого органа. Таким образом, при поражении почек начальная доза преднизолона обычно составляет 1 мг/кг/сут с поддерживающим уровнем в 5—10 мг преднизолона не менее чем в течение 1 года. Если болезнь не поддаётся адекватному контролю, то применяют препараты второй линии, такие как азатиоприн.

## Возможные осложнения
Самым серьёзным осложнением при саркоидозе является развитие дыхательной недостаточности.
При саркоидозе наблюдается увеличение кальция в крови, что может привести к образованию камней в почках и мочевом пузыре. Поэтому следует избегать употребления продуктов, богатых кальцием. 
Т.к. кальций и витамин D3 принимают участие в фосфорно-кальциевом обмене, при саркоидозе не рекомендуется загорать и принимать витамин D3. По этой же причине рыбий жир, в состав которого входит витамин D3, не рекомендуют употреблять при саркоидозе.

## Профилактика
Для профилактики обострений саркоидоза следует стараться соблюдать здоровый образ жизни. Самое главное при поражении лёгких — не курить, так как это может привести к затруднению дыхания и осложнениям болезни. Также следует избегать лекарств и контактов с химикатами, вредными для печени, с токсичными летучими веществами, пылью, парами, газами, которые могут повреждать лёгкие. 